# Blumea incisa
Blumea incisa là một loài thực vật có hoa trong họ Cúc. Loài này được (Elmer) Merr. mô tả khoa học đầu tiên năm 1910.